# موسيقى بربادوسية
الموسيقى في جزيرة بربادوس تتضمن أنماط وطنية مميزة من الشعب والموسيقى الشعبية، بما في ذلك عناصر من الموسيقى الغربية الكلاسيكية والدينية، ثقافة بربادوس التوفيقية هي مزيج من العناصر الأفريقية والبريطانية، الموسيقى في بربادوس تعكس هذا المزيج من خلال أنواع الغناء والأساليب، والأدوات، والرقصات، والمبادئ الجمالية .
التقاليد الشعبية القديمة في بربادوس تشمل حركة السفن الأرض، في بربادوس الحديثة أنماط شعبية تشمل كاليبسو، سباج، والموسيقى الشعبية المعاصرة العالم. بربادوس جنبا إلى جنب مع ترينيداد وكوبا وبورتوريكو وجزر فيرجن، واحدة من مراكز قليلة لموسيقى الجاز الكاريبي، وبالإضافة مع ترينيداد وكوبا وبورتوريكو وجزر فيرجن، واحدة من مراكز قليلة لموسيقى الجاز الكاريبي .

## جوائز بربادوس الموسيقية
جائزة باربيدوس الموسيقية هو حفل توزيع جوائز سنوية لتكريم أفضل موسيقى في بربادوس .

## أشهر الموسيقيون في باربيدوس
نجمة البوب ريانا من باربيدوس هي الأكثر شهرة في جميع أنحاء العالم.